# گیلبرت و سالیوان
گیلبرت و سالیوان (انگلیسی: Gilbert and Sullivan) به شراکت اپرایی نویسندهٔ لیبرتو دابلیو. اس. گیلبرت (۱۸۳۶–۱۹۱۱) و آهنگساز آرتور سالیوان (۱۸۳۶–۱۹۱۱) در انگلستان دوره ویکتوریا و آثاری که با همکاری یکدیگر خلق کردند گفته می‌شود. این دو نفر در طول بیست و پنج سال از ۱۸۷۱ تا ۱۸۹۶ چهارده اپرت (اپرای هجو و سبک) بسیار موفق ساختند که شناخته‌شده‌ترین آن‌ها عبارتند از کشتی پینافور، دزدان دریایی پنزانس، و میکادو.
در این همکاری‌های، گیلبرت لیبرتوی اپراها را می‌نوشت و برای سالیوان می‌فرستاد. سپس سالیوان بر روی آن لیبرتو آهنگ می‌ساخت. گیلبرت بددهن و سخت گیر بود اما سالیوان خوشرو و معاشرتی بود. با اینکه گیلبرت و سالیوان خصوصیات اخلاقی متضادی با هم داشتند لیکن در طنزپردازی مثل هم بودند. مردمی بودن در کارهای گیلبرت و سالیوان جلوه‌گر است. همچنین بیشتر قسمت‌های اپراهای آن‌ها به صورت دسته جمعی مثل کوارتت (اجرای ۴ نفری) یا کوئینتت (اجرای ۵ نفری) خوانده می‌شود.